# Système de classification biopharmaceutique
Le système de classification biopharmaceutique (BCS en anglais) est un système permettant de différencier les principes actifs en fonction de leur solubilité et de leur perméabilité.
Ce système restreint la prédiction en utilisant les paramètres de solubilité et de perméabilité intestinale. La classification de la solubilité est basée sur la pharmacopée américaine, alors que celle de la perméabilité intestinale est basée sur une comparaison avec l'injection intraveineuse. Tous ces facteurs sont très importants car 85% des médicaments les plus vendus aux États-Unis et en Europe sont administrés par voie orale [réf. nécessaire]   .

## Classes BCS

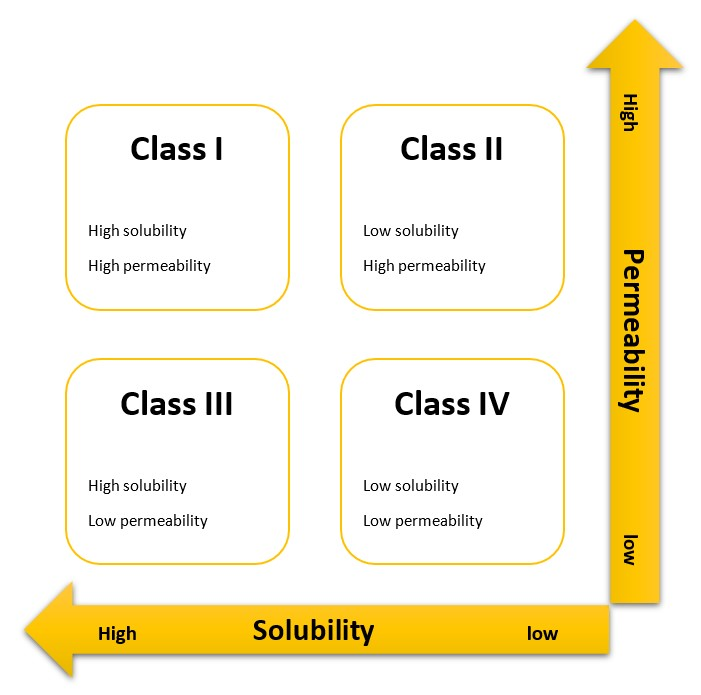
Classes BCS

Selon le système de classification biopharmaceutique (BCS), les substances médicamenteuses sont classées en quatre classes selon leur solubilité et leur perméabilité : 
- Classe I - haute perméabilité, haute solubilité
  - Exemple: métoprolol, paracétamol [2]
  - Ces composés sont bien absorbés et leur taux d'absorption est généralement supérieur à celui de l'excrétion.
- Classe II - haute perméabilité, faible solubilité
  - Exemple: glibenclamide, bicalutamide, ézétimibe, acéclofénac
  - La biodisponibilité de ces produits est limitée par leur taux de solvatation. Une corrélation entre la biodisponibilité in vivo et la solvatation in vitro peut être trouvée.
- Classe III - faible perméabilité, haute solubilité
  - Exemple: cimétidine
  - L'absorption est limitée par le taux de perméation mais le médicament est solvaté très rapidement. Si la formulation ne modifie pas la perméabilité ou la durée gastro-intestinale, des critères de classe I peuvent être appliqués.
- Classe IV - faible perméabilité, faible solubilité
  - Exemple: Bifonazole
  - Ces composés ont une mauvaise biodisponibilité. Habituellement, ils ne sont pas bien absorbés par la muqueuse intestinale et une forte variabilité est attendue, cela est dû au fait qu'une, autrement, faible variation de la biodisponibilité se traduit par une grande variation relative de celle ci.

## Définitions
Dans le système BCS les principes actifs sont classés sur la base de la solubilité, de la dissolution (la vitesse de mise en solution) et de la perméabilité.
La définition de la classe de solubilité est basée sur la dose la plus élevée d'un produit à libération immédiate. Un médicament est considéré comme hautement soluble lorsque la dose la plus élevée est soluble dans 250 ml ou moins de milieu aqueux dans une plage de pH de 1 à 7,5. L'estimation du volume de 250 ml est dérivée des protocoles d'étude de bioéquivalence typiques qui prescrivent l'administration d'un produit médicamenteux à des volontaires humains à jeun avec un verre d'eau.
Pour définir la dissolution, un produit à libération immédiate est considéré comme se dissolvant rapidement lorsqu'au moins 85% de la quantité étiquetée de la substance médicamenteuse se dissout en 15 minutes en utilisant l'appareil de dissolution USP 1 à 100 tr/min ou l'appareil 2 à 50 tr/min dans un volume de 900 ml ou moins dans les milieux suivants: 
- HCl 0,1 M ou fluide gastrique simulé sans enzymes
- Tampon pH 4,5
- Tampon pH 6,8 ou liquide intestinal simulé sans enzymes.

La définition de la classe de perméabilité est basée indirectement sur l'ampleur d'absorption d'une substance médicamenteuse chez l'homme et directement sur la mesure des taux de transfert de masse à travers la membrane intestinale humaine. Alternativement, des systèmes non humains capables de prédire l'absorption de médicaments chez l'homme peuvent être utilisés (tels que des méthodes de culture in vitro). Une substance médicamenteuse est considérée comme hautement perméable lorsque le degré d'absorption chez l'homme est déterminé à 90% ou plus de la dose administrée sur la base d'une détermination du bilan de matière ou par rapport à une dose intraveineuse.